# Renkenberge
Renkenberge ist eine Gemeinde im Landkreis Emsland in Niedersachsen. Sie gehört der Samtgemeinde Lathen an, die ihren Verwaltungssitz in der Gemeinde Lathen hat.

## Geografie

### Geographische Lage
Renkenberge liegt zwischen Papenburg und Meppen an einem Seitenkanal des nahen Dortmund-Ems-Kanals.

### Nachbargemeinden
Nachbargemeinden sind im Norden die Gemeinden Kluse und Wippingen in der Samtgemeinde Dörpen, im Osten die Gemeinden Werpeloh und Sögel in der Samtgemeinde Sögel, im Süden die Gemeinden Lathen und Lathen-Wahn und im Westen die Gemeinden  Fresenburg und Sustrum.

### Ortsteile
Die Ortsteile der Gemeinde sind Renkenberge, Gutshof und Melstrup-Siedlung.

## Geschichte
Die Gemeinde entstand ab 1932 im Rahmen der Emslandkultivierung aus den Neusiedlungen Kluse und Melstrup-Siedlung und wurde 1934 zu einer selbständigen Gemeinde erklärt, die zunächst den Namen Kluse trug. Mit Wirkung zum 1. Oktober 1938 erhielt die Gemeinde Kluse den neuen Namen Renkenberge, um den häufigen Verwechslungen mit dem benachbarten Ortsteil Kluse der damaligen Gemeinde Ahlen vorzubeugen. Der Name Renkenberge wurde abgeleitet von einer Anhöhe („Berg“, etwa 26 m ü. NHN) auf dem Gelände eines Bauern mit dem Namen Renken.
Renkenberge entstand aus Sumpf- und Moorgebieten, die zur Bewirtschaftung abgebrannt wurden. Daraufhin konnten junge Heuerleute oder Bauernsöhne, die nach der Erbfolge keinen Grundbesitz zu erwarten hatten, eine Hofstelle beziehen. Die meisten Siedler in der Gemeinde kamen aus der Region um Lingen. Jeder Landwirt erhielt Hofstellen von 12 bis 15 ha. Insgesamt siedelten 33 Familien in Renkenberge. Seit Ende der 1920er Jahre versuchten jedoch schon einige wenige Siedler, das Land zu kultivieren.

## Politik

### Gemeinderat
Der Gemeinderat aus Renkenberge setzt sich aus 9 Ratsfrauen und Ratsherren zusammen. Die Ratsmitglieder werden durch eine Kommunalwahl für jeweils fünf Jahre gewählt. Die aktuelle Amtszeit begann am 1. November 2021 und endet am 31. Oktober 2026.
| Partei | 2021 | 2016 | 2011 |
| ------ | ---- | ---- | ---- |
| CDU    | 7    | 8    | 8    |
| SPD    | 1    | –    | –    |
| Einzel | 1    | –    | –    |
| Grüne  | 0    | 1    | 1    |

### Bürgermeister
Die Bürgermeisterin von Renkenberge ist Daniela Wecke.

## Wirtschaft und Infrastruktur

### Verkehr
Renkenberge ist über die Bundesstraße 70 zu erreichen. Es besteht weiterhin ein Autobahnanschluss an die nahegelegene Autobahn A 31.